# Giovanni Battista Piccioli
Giovanni Battista Piccioli (en español: Juan Bautista Piccioli) (Erbusco, 10 de julio de 1957) es un eclesiástico y teólogo católico italiano naturalizado ecuatoriano. Fue obispo electo de Daule en 2022, pero no asumió el cargo; y obispo auxiliar de Guayaquil, entre 2013 a 2022.

## Biografía
Giovanni Battista (o Juan Bautista) nació el 10 de julio de 1957, en la comuna italiana de Erbusco. Hijo de Aldo y Maria Piccioli.
Realizó su formación primaria en su pueblo natal, y la secundaria y los estudios eclesiásticos en el Seminario de Brescia.
Tras realizar estudios en la Facultad de Teología de Emilia-Romaña, en 2005, obtuvo la licenciatura en Teología fundamental.
En agosto de 2016, recibió la nacionalidad ecuatoriana, por servicios relevantes prestados al país.

### Sacerdocio
Su ordenación sacerdotal fue el 12 de junio de 1982, en la Catedral de Brescia; incardinándose en la diócesis homónima.
Como sacerdote desempeñó los siguientes ministerios:
- Vicario parroquial de Santi Nazaro e Celso, en Brescia (1982-1987).[4]
- Vicario parroquial de Adro Franciacorta (1987-1995).

En 1995 fue enviado como misionero a Ecuador y tuvo los siguientes cargos:
- Párroco de Santa Ana (1995-1996).
- Párroco de la Santísima Trinidad del Florón y profesor del Seminario Mayor de Portoviejo (1996-2001).

Volvió a Italia por 4 años y allá fue: 
- Párroco de San Vito de Bedizzole, en Brescia (2001-2005).

Llegó a Ecuador y fue:
- Párroco de Santa Ana (2006-2007).

- Profesor de Teología en el Seminario Mayor de Portoviejo (2006-2013).
- Párroco de Santa Rosa de Lima en San Vicente (2007-2013).

## Episcopado

### Obispo auxiliar de Guayaquil

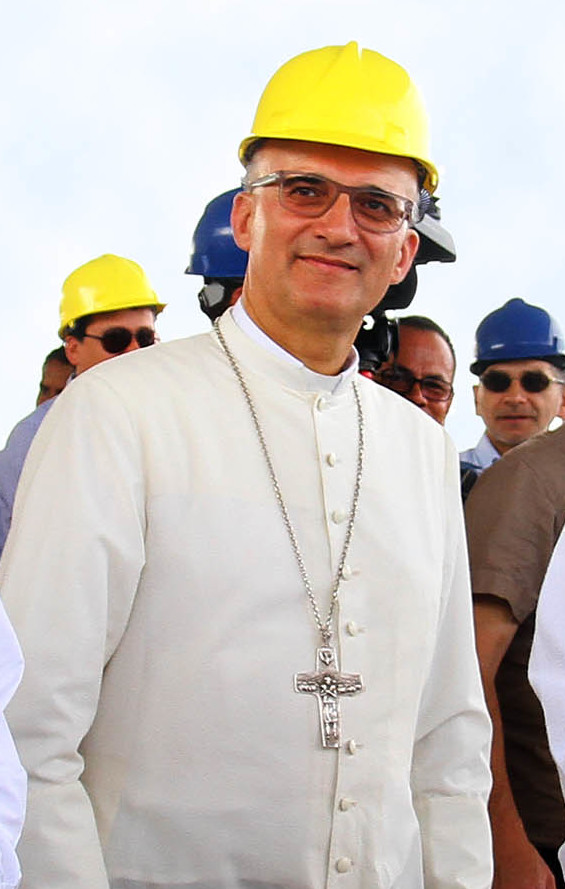
Piccioli en los preparativos de la visita Francisco a Ecuador (2015).

El 26 de octubre de 2013, el papa Francisco lo nombró obispo auxiliar de Guayaquil, junto a Bertram Wick Enzler. También lo nombró obispo titular de Patara.
Fue consagrado el 8 de febrero de 2014, en la Catedral de Guayaquil, a manos del arzobispo Antonio Arregui Yarza. Sus co-consagrantes fueron el arzobispo Lorenzo Voltolini Esti; quien le entregó el báculo, y el arzobispo Giacomo Guido Ottonello; quien le impuso la mitra. El cardenal Raúl Vela Chiriboga, le entregó el anillo del pescador. 
- Presidente de la Comisión de Liturgia de la CEE (2020-2022).[7]

### Obispo de Daule
El 2 de febrero de 2022, fue erigida la Diócesis de Daule, de la que fue nombrado su primer obispo al mismo tiempo.

#### Renuncia
El 17 de marzo del mismo año, el papa Francisco le aceptó la renuncia antes haber tomado posesión canónica de la sede, nombrando a un administrador apostólico al mismo tiempo. Posteriormente, en una carta dirigida a los Obispos del Ecuador, alegó su renuncia por razones de salud, para así "no entorpecer el buen funcionamiento de su labor en sus primeros pasos".
El 21 de septiembre de 2023, abandonó definitivamente Ecuador, volviendo a su diócesis natal para colaborar a su obispo. El 7 de octubre siguiente, fue invitado a un encuentro de Sanación en Los Ángeles, Estados Unidos. A finales de octubre del mismo año, su obispo diocesano escribió una carta de bienvenida a la diócesis.
El 28 de marzo de 2024, participó en la Santa Misa crismal, en la Catedral de Brescia, junto al arzobispo Lorenzo Voltolini.